# Bàng Nguyên Thất
Bàng Nguyên Thất (1954  –  3 tháng 3 năm 2024) (chữ Nho: 龐元室) là chiến sĩ thông tin liên lạc thuộc Đại đội 70, Tiểu đoàn 68, Trung đoàn 59, là Thiếu tướng Quân đội nhân dân Việt Nam và là một trong 2 người có mặt vào ngày 30 tháng 4 năm 1975 tại Dinh Độc lập, chứng kiến Tổng thống và Thủ tướng chính quyền Việt Nam cộng hòa đầu hàng quân Giải phóng.

## Tiểu sử
Bàng Nguyên Thất sinh năm 1954 tại Hà Nội, sau khi vào làm công nhân tại nhà máy ở Đống Đa.

## Nhập ngũ
Ông được điều động nhập ngũ. Tháng 9 năm 1972, ông lên Tân Lạc, Hòa Bình huấn luyện để trở thành lính thông tin, bổ sung vào Đại đội 70, Tiểu đoàn 68, Trung đoàn 59, Bộ Tư lệnh Thủ đô. Tháng 12 năm 1972, ông và đồng đội cùng ngày nhập ngũ được lệnh lên đường đi B.

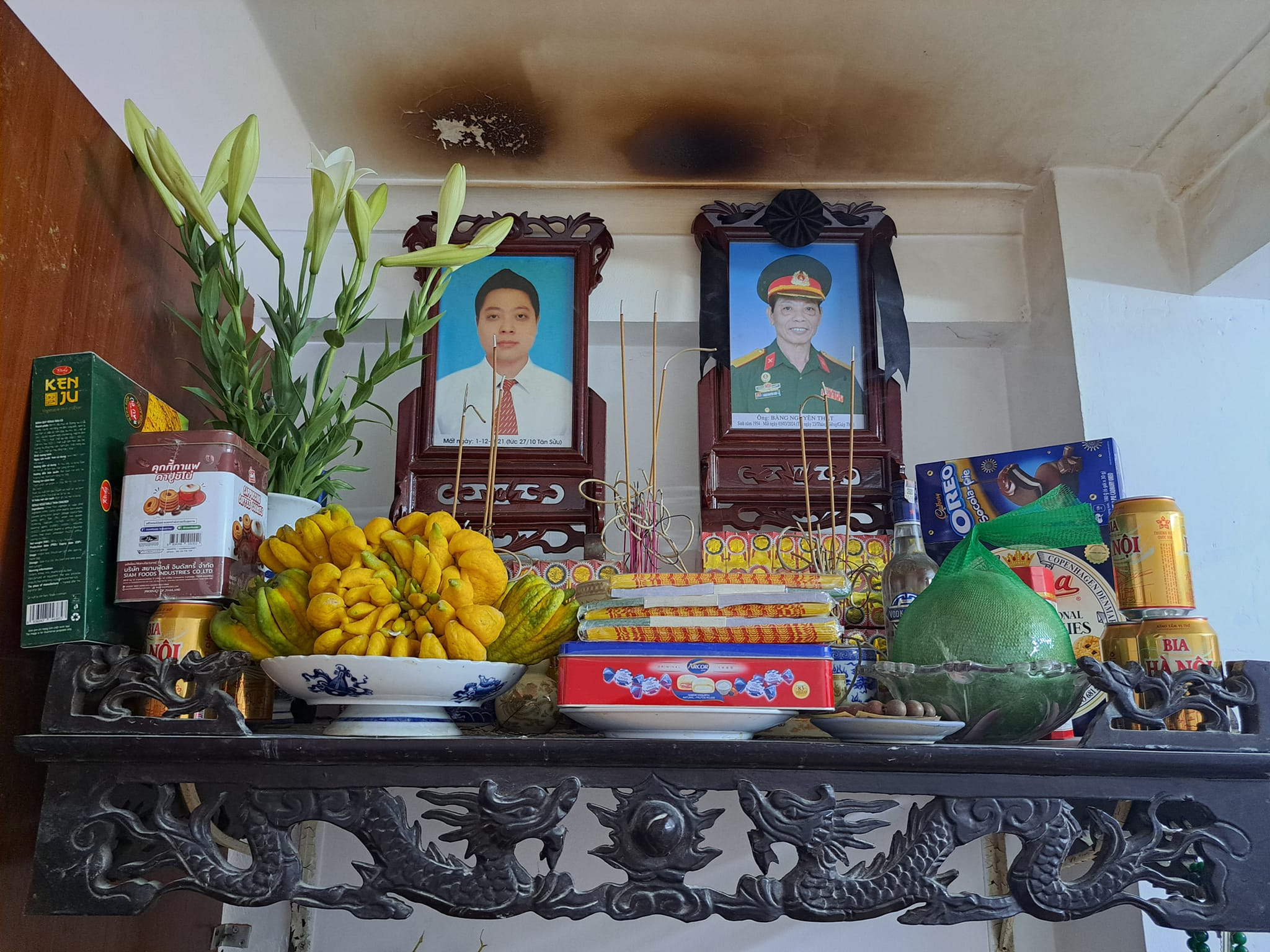
Bàn thờ ông Bàng Nguyên Thất và phụ thân của ông.

## Qua đời
Ông do bệnh hiểm nghèo qua đời vào ngày 3 tháng 3 năm 2024 (tức ngày 23 tháng Giêng năm Giáp Thìn).